# アンティコ・カフェ・グレコ

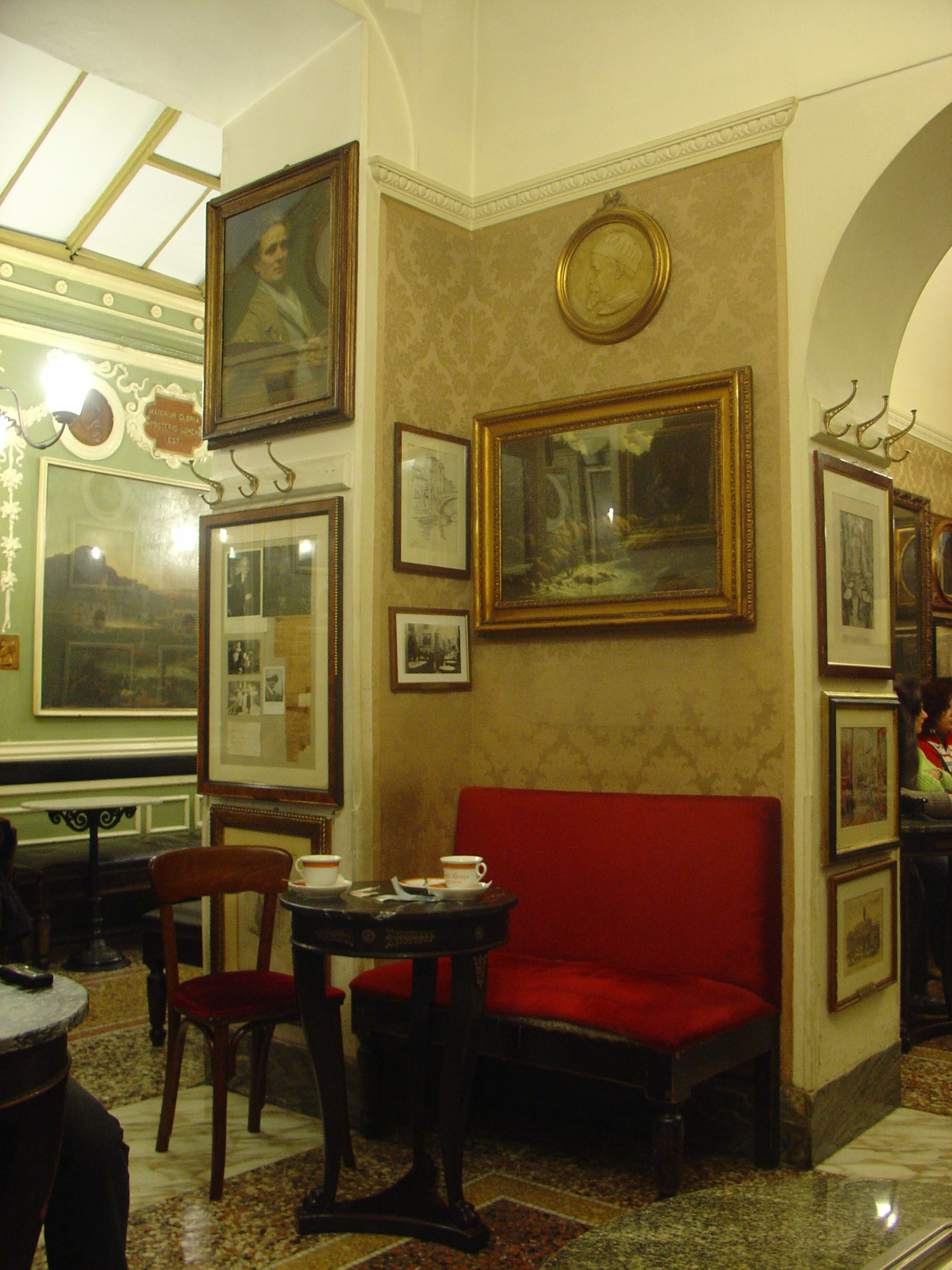
カフェ・グレコ

アンティコ・カフェ・グレコ (Antico Caffè Greco) は、1760年にイタリア・ローマのコンドッティ通り86番地で開業した歴史的なカフェ。
ローマでは現存する最も古いカフェとして知られていて、イタリア内ではヴェネツィアの カッフェ・フローリアン（1720年創業）だけがグレコよりも古い。

## カフェに訪れた歴史的な著名人
歴史的な著名人たちがこのカフェでコーヒーを飲んだ。
イタリア語のページのリストがより詳しい。また、現在でもローマの著名人たちはコーヒーを飲みにここを訪れる。
- スタンダール
- ゲーテ
- ベルテル・トルバルセン
- マリアノ・フォルトゥーニ
- バイロン
- フランツ・リスト
- ジョン・キーツ
- ヘンリック・イプセン
- アンデルセン
- フェリックス・メンデルスゾーン
- マリア・サンブラーノ